# 台湾中油
台湾中油（たいわんちゅうゆ）は、1946年に設立された台湾の石油元売最大手の企業であり、中華民国経済部に所属している国営企業である。略称は中油、旧称は中国石油公司。

## 概要
1946年6月1日に中華民国政府100％出資の国営企業「中国石油公司（China Petroleum Corp.）」として、中国大陸の上海で設立された。1949年、国共内戦で中華民国政府が台湾に移転すると、中国石油も共に台湾に移転した。ただし、台湾における中国石油は、戦後に国民政府により接収された日本海軍の第6燃料廠や帝国石油（現国際石油開発帝石）・日本石油（現ENEOS）の高雄製油所、日本石油苗栗製油所、台拓化学工業、台湾総督府天然瓦斯研究所などの施設を主体としている。
台湾の石油産業は、1999年に台湾プラスチックグループの台塑石化が参入するまで、安全保障・エネルギーセキュリティ確保の観点から、国営の中国石油が精製・販売事業を独占していた。現在、台湾中油は台湾電力（Taipower）と伴に、エネルギーの規制緩和により、民営化が検討されている。
近年では石油の精製・販売だけでなく、液化天然ガス(LNG)の輸入・供給事業に取り組んでおり、1990年に初めてのLNG輸入基地を高雄市北部の永安区に竣工。台湾の西海岸を南北に貫くパイプラインも稼働し、需要家である台湾電力や各地の都市ガス会社に供給を行っている。2009年には台中港(台中市龍井区)に第2のLNG輸入基地を完成させ、現在は第3の輸入基地を桃園市観塘工業区に建設中である。
中華人民共和国の中国石油天然気（ペトロチャイナ）とは提携関係にあり、日本の三菱商事とは協力関係にある。LNG分野では導入時の技術指導に東京ガスグループの支援を受け、2015年8月には戦略的相互協力に関する協定を締結。INPEXがオペレーターとして2018年に操業を開始した、オーストラリア・イクシスLNGプロジェクトにも出資し、年間175万トンのLNGを輸入している。三井物産が主軸となり開発中のモザンビークでのLNGプロジェクトでも、JERAと共同で年間160万トンのLNGを輸入する契約を結んでいる。

## 商号変更
2007年、当時の陳水扁政権による台湾正名運動の一環として、「中国石油公司」から「台湾中油」に改称された。中華人民共和国にも中国石油があり、中国大陸からは元から台湾中油と呼ばれていた。なお、改称にあたって完全に書き換えをするのでなく、中国石油から「国石」の二文字だけを消して「中　　油」としている例が見受けられる。

## 製油所
製油所は台湾南部の高雄と大林、台北近くの桃園にあり、3つの製油所の合計処理能力は77万バレルである。
- 高雄製油所 - 高雄市楠梓区
  - 精製能力：270,000バレル/日

高雄製油所は、日本石油の製油所と日本海軍の燃料工廠を主体としていて、3つの製油所の中では最も歴史が古い製油所である。市街地に位置していて、周囲は民家に囲まれていることから、公害などの問題があり、2015年をもって製油所としての機能を停止して、大林製油所などに移転する予定である。
- 大林製油所 - 高雄市小港区
  - 精製能力：300,000バレル/日

大林製油所は、1981年に高雄製油所分工場として完成した台湾最大の製油所である。
- 桃園製油所 - 桃園市亀山区
  - 精製能力：200,000バレル/日

桃園製油所は、1975年に台湾の第2製油所として完成した。

## 公式スポンサー
日本での知名度は低いが、スーパー耐久シリーズに台湾人ドライバーと日本人ドライバーとコンビがホンダ・シビックTypeRで参戦した際に、メインスポンサーを務めたことがある（この車両がスケールモデル化されたこともある）。